# Joe Danova
Joe Danova, nombre artístico de Javier Óscar Florencio Zignago Viñas (Lima, 27 de octubre de 1942-Lima, 16 de abril de 1993),  fue un cantante peruano de nueva ola y baladas. En 1974 fue ganador del Festival de Ancón. Se casó con la actriz y cantante Regina Alcóver, con quien tuvo un hijo: el cantautor Gian Marco.

## Historia
Nació en la tarde del 27 de octubre de 1942 en Lima. Sus padres fueron Javier A. Zignago Ormeño (1913-1973) y Ada Mercedes Viñas Johnson (nacida en 1922).
La familia de su padre procede de una ciudad llamada Chiavari, en Genova, Italia. Su bisabuelo Bartolomeo llegó a América con algunos hermanos y hermanas. Su abuelo fue director de correos en Perú.
A mediados de 1964, entra a formar parte del elenco del programa Cancionísima, que animaba Pablo de Madalengoitia. Fue aquí donde conoció a Regina Alcóver, actriz y cantante con quien se casó en 1967 en la parroquia Virgen Milagrosa de Miraflores. Producto de este matrimonio nacería en 1970 quien años más tarde sería el cantautor Gian Marco.
En 1974, ganó el Festival de Ancón con su balada «Guarda esta rosa», tema muy exitoso en los setenta. Entre otros de sus éxitos están los temas «La plaga», «El rock de la cárcel», «Josefina», etc. Junto con su esposa, Regina Alcóver, cantó el tema «Tú me haces sentir como nuevo», del grupo The Stylistics, en castellano, en el año 1974.
Falleció en la madrugada del 16 de abril de 1993 a los 49 años producto de un cáncer óseo en su casa ubicada en el distrito limeño de Miraflores. Estuvo casado con María Regina Alcover Ureta desde el 2 de agosto de 1967 hasta su posterior divorcio. Posteriormente se casó con Ana María Luzmila Martínez de la Torre y Ramírez el 21 de noviembre de 1981.

## Discografía
- Joe Danova (Odeón, 1963)

## Filmografía
- Un gallo con espolones (Operación ñongos) (1964)
- Intriga en Lima (1965)